# 夸龙地区圣吉内
夸龙地区圣吉内（法語：Saint-Gineys-en-Coiron，2020年之前拼作，法語發音：[sɛ̃ ʒinɛ ɑ̃ kwaʁɔ̃]）是法国阿尔代什省的一个市镇，属于拉让蒂耶尔区。

## 地理
夸龙地区圣吉内（44°37'58"N, 4°31'59"E）面积13.2 平方千米，位于法国奥弗涅-罗讷-阿尔卑斯大区阿尔代什省，该省份为法国东南部内陆省份，北起顺时针与卢瓦尔省、伊泽尔省、德龙省、沃克吕兹省、加尔省、洛泽尔省和上盧瓦爾省接壤。
与夸龙地区圣吉内接壤的市镇（或旧市镇、城区）包括：贝尔泽姆、达布尔、米拉贝勒、圣让勒桑特尼耶、圣庞斯。
夸龙地区圣吉内的时区为UTC+01:00、UTC+02:00（夏令时）。

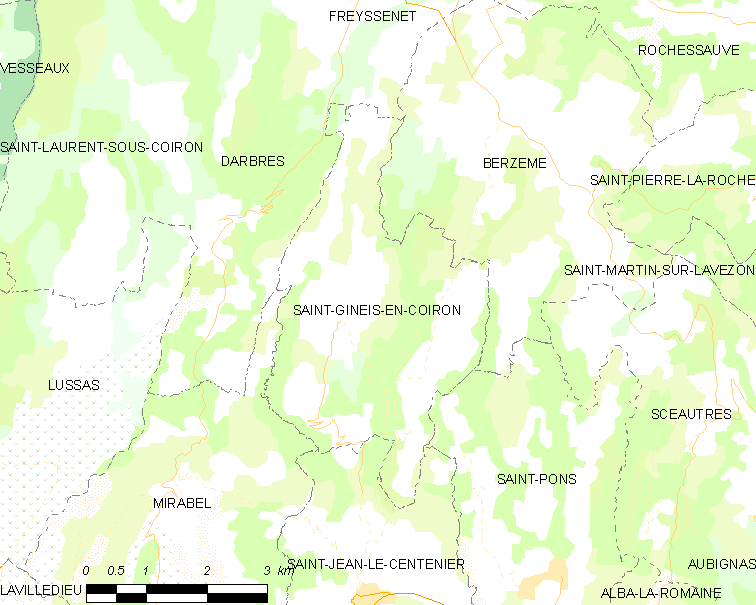
夸龙地区圣吉内的OSM定位图

## 行政
夸龙地区圣吉内的邮政编码为07580，INSEE市镇编码为07242。

## 政治
夸龙地区圣吉内所属的省级选区为贝尔-埃尔维县。

## 人口

1962-2008年间夸龙地区圣吉内人口变化图示

夸龙地区圣吉内于2022年1月1日时的人口数量为119人。